# Lydella matutina
Lydella matutina là một loài ruồi trong họ Tachinidae.